# 리가 프리메르 인도네시아
리가 프리메르 인도네시아는 인도네시아의 최상위 축구 리그로 2010년에 만들어졌다가 1년 만에 폐지되고 인도네시아 프리미어리그로 대체되었다.

## 역사
2010년 9월 17일 자카르타에서 인도네시아의 20개 축구 클럽들이 모여 인도네시아 축구 개혁을 선언하였다. 기업인인 아리핀 파니고로가 주도하였으며, 이 선언은 붕괴되어가는 인도네사아 축구 협회 상황에 대한 반기였다.
2010년 10월 24일 세마랑에서 리가 프리메르 인도네시아가 조직되었고 이에 17개 클럽 팀이 참가 의사를 표명하였다.
리가 프리메르 인도네시아의 설립 취지는 경영과 재정 상황의 향상이었다. 리가 프리메르 인도네시아는 재정 지원과 수입 분배 제도를 통해 클럽이 재정적으로 독립하고 운영의 전문화를 꾀했다. 재정의 독립화를 위해 리가 프리메르 인도네시아는 참가 클럽에 대해 컨소시엄의 지원을 하였고, 이를 통해 클럽들은 지역 정부 재정으로부터 독립할 수 있었다. 또한 리가 프리메르 인도네시아는 투명하고 책임감 있는 수입 분배를 하였다. 클럽과의 계약을 통해 수입 분배제도는 2개의 체계에 기초하게 되었는데, 하나는 리그 수입(리그 스폰서, 방송 중계권 등)이고, 다른 하나는 경기 수입(클럽 스폰서, 입장권 등)이다.
2011 시즌은 메단, 수라바야, 마카사르에서 시범 경기를 치른 후 2011년 1월 8일 개막하였다. 2011년 4월 11일 FIFA 정규 위원회는 공식적으로 리가 프리메르 인도네시아를 인정하였다.

## 2011 시즌 클럽
- 아체 유나이티드 FC
- 발리 데바타 FC
- 반둥 FC
- 바타비아 유니온
- 빈탕 메단 FC
- 보고르 라야 FC
- 센드라와시흐 파푸아 FC
- 자카르타 FC
- 마나도 유나이티드
- 메단 치프스
- 미낭카바우 FC
- 페르세바야 자야푸라
- 페르세마 말랑
- 페르시보 보요네고로
- PSM 마카사르
- 레알 마타람
- 세마랑 유나이티드 FC
- 솔로 FC
- 탄게랑 울브스 FC